# Pseudonapomyza rungiae
Pseudonapomyza rungiae este o specie de muște din genul Pseudonapomyza, familia Agromyzidae. A fost descrisă pentru prima dată de Singh și Ipe în anul 1968. Conform Catalogue of Life specia Pseudonapomyza rungiae nu are subspecii cunoscute.